# Tour de Flandes 1958
El Tour de Flandes 1958, la 42ª edición de esta clásica ciclista belga. Se disputó el 30 de marzo de 1958.
El ganador fue el belga Germain Deryckese impuso al esprint en la llegada de Wetteren. El belga Willy Truye y el italiano Angelo Conterno fueron segundo y tercero respectivamente. 

## Clasificación General
| Posición | Ciclista        | Equipo                | Tiempo     |
| -------- | --------------- | --------------------- | ---------- |
| 1        | Germain Derycke | Carpano               | 6h 07' 00" |
| 2        | Willy Truye     | Mercier-BP-Hutchinson | m. t.      |
| 3        | Angelo Conterno | Carpano               | m. t.      |
| 4        | Armand Desmet   | Groene Leeuw-Leopold  | m. t.      |
| 5        | Marcel Janssens | Elvé-Peugeot-Marvan   | m. t.      |
| 6        | Briek Schotte   | Libertas-Dr.Mann      | m. t.      |
| 7        | Nino Defilippis | Carpano               | m. t.      |
| 8        | Pino Cerami     | Elvé-Peugeot-Marvan   | m. t.      |
| 9        | Yvo Molenaers   | Groene Leeuw          | m. t.      |
| 10       | Fred de Bruyne  | Carpano               | + 10"      |